# Chancelaria (Torres Novas)
Chancelaria é uma povoação portuguesa sede da Freguesia de Chancelaria do Município de Torres Novas, freguesia com 35,31 km² de área e 1428 habitantes (censo de 2021), tendo, por isso, uma densidade populacional de 40,4 hab./km².
A freguesia é predominantemente agrícola e, especialmente dedicada à produção de citrinos, na zona norte, devido à influência de um microclima, que é uma riqueza para esta região.

## Toponímia
A razão do nome da povoação não se conhece, mas o próprio significado da palavra confere-nos algumas hipóteses. De quantos ela possui (cargo de chanceler/ repartição/ divisão judiciária/ coleção de documentos oficiais), aquele que está relacionado com o remoto funcionamento, na freguesia, de um qualquer órgão administrativo, não será porventura o mais errado de todos.

## Ordenação Heráldica
Brasão
Escudo de vermelho, uma espada de prata, montante, entre dois leões de ouro, rompantes e afrontados. Em ponta, um ondado de prata e azul. Coroa mural de três torres de prata. Listel branco, com a legenda a negro, em maiúsculas: " CHANCELARIA ".
Bandeira
Esquartelada de amarelo e vermelho, cordão e borlas de ouro e vermelho. Haste e lança de ouro.
Símbologia
Os leões e a espada - Evocam a padroeira da freguesia, Santa Eufémia, Santa paleo-cristã, que foi sacrificada pelos Romanos.
O ondado de prata e azul - Representam a ribeira do Alvorão, a segunda maior linha de água do município e que atravessa a freguesia.

## Povoações

Chancelaria, freguesia a noroeste do Município de Torres Novas.

Da freguesia de Chancelaria está fazem parte 10 localidades:
- Cabeço de Soudo
- Casal da Pena
- Chancelaria
- Lugarinho
- Maçaroca
- Mata
- Pafarrão
- Pena
- Rendufas (divide-se em Rendufas da Estrada, Rendufas da Mata e Rendufas do Meio)
- Rexaldia (e Charneca da Rexaldia)

## Demografia
A população registada nos censos foi:
| Distribuição da População por Grupos Etários | Distribuição da População por Grupos Etários | Distribuição da População por Grupos Etários | Distribuição da População por Grupos Etários | Distribuição da População por Grupos Etários |
| -------------------------------------------- | -------------------------------------------- | -------------------------------------------- | -------------------------------------------- | -------------------------------------------- |
| Ano                                          | 0-14 Anos                                    | 15-24 Anos                                   | 25-64 Anos                                   | > 65 Anos                                    |
| 2001                                         | 242                                          | 226                                          | 875                                          | 518                                          |
| 2011                                         | 187                                          | 176                                          | 791                                          | 505                                          |
| 2021                                         | 132                                          | 123                                          | 666                                          | 507                                          |

## História
A Chancelaria nasceu construída e desenvolvida pelo seu povo. Tudo começou há muito, no Neolítico, ou ainda no Paleolítico Superior. A chamada "Buraca da Moura", nos arredores da aldeia de Rexaldia, conheceu os primitivos habitantes desta região.
Por meio de escavações arqueológicos realizadas entre 1982 e 1997, foram encontrados, em camadas pouco profundas vestígios daquela época, mas também da ocupação romana e ainda das invasões francesas. Dos romanos, ficou o popular “Malhadas”, nome pelo qual o povo conhece o núcleo habitacional daquele período. Ali foram encontradas algumas moedas e detritos líticos e cerâmicos de Roma. Assim ficou conhecido algum do passado da freguesia.
Santa Eufémia de Chancelaria era um curato da apresentação do prior de São Pedro de Torres Novas, no termo da mesma. Pertenceu à comarca de Torres Novas pelo menos a partir de 1852, em 1839 ainda estava na de Santarém.

## Património
Ao longo dos séculos, esta freguesia foi construindo um património de inegável importância.
Igreja Paroquial
A atual Igreja Paroquial é sucessora de uma outra, muito modesta, também dedicada a Santa Eufémia. Do atual templo, erguido no extremo da povoação de Chancelaria, dir-se-á que é especialmente relevante a decoração cerâmica que reveste o baptistério, formando um silhar incompleto de azulejos azuis e amarelos (século XVII), pintados à mão. A capela lateral direita é posterior à construção do templo. Abre-se em arco de cantaria e tem altar com retábulo.
Cruzeiros
Em frente à Igreja, provavelmente de 1679, um cruzeiro com as insígnias da Paixão esculpidas nas duas faces e a inscrição "Lvz et vita".
Nas aldeias da Mata e da Rexaldia também existem cruzeiros.
Capelas
A capela da Rexaldia foi construída em 1888 e é da evocação de Nossa Senhora da Conceição. Sofreu obras de ampliação em 1982, que alteraram um pouco da sua traça original.
A capela das Rendufas data de 1670, conforme se vê na verga da porta. Tem por orago Nossa Senhora do Bom Despacho, imagem perfeitíssima, de grande devoção na região, pois ali acorriam as mulheres grávidas a pedir protecção para quando chegasse a sua hora e, depois, voltavam com os seus bebés a agradecer a graça concedida.
As aldeias da Pena e Casal da Pena, Cabeço de Soudo e Pafarrão também têm, cada uma, a sua capela.
Capelinhas e Nichos
Capelinha do Senhor da Serra à entrada da serra, entre a Rexaldia e a Pena, cuja construção está associada a uma lenda local.
Nicho de Santo Amaro, na Mata.
Nicho de Santo António, no Casal da Pena. 
Nicho de São Gabriel, na Pena.
Moinhos da Pena
Da etnografia de Chancelaria, alinhados como guardiões da serra, doze moinhos de vento (oito na freguesia de Chancelaria e quatro já na de Assentiz), na colina fronteira da serra, na outrora chamada Portela da Pena. Estes são os, comummente denominados, Moinhos da Pena, usados, em tempos, na moagem de cereais, representam o passado de uma terra que, olhos postos no futuro, não esquece as suas mais lídimas tradições.
"Buraca da Moura"
Depósito arqueológico, com potencial reconhecido por João Zilhão, arqueólogo português de renome, localizado nos arredores da aldeia de Rexaldia, no Arrife da Serra de Aire, na zona designada por Pena d'Água. Local este que terá conhecido os primitivos habitantes desta região.

## Atividades Económicas
A produção de azeite é um setor de grande importância na economia da freguesia dada a sua localização, no sopé da Serra de Aire, onde predomina o olival tradicional composto por oliveiras centenárias, das variedades lentrisca e verdial.
A produção de laranjas é outro dos setores de grande importância, nomeadamente na zona norte da freguesia, na localidade do Pafarrão, que devido à influência de um microclima, uma riqueza para esta região, se encontram aninhados pomares de citrinos de qualidade única. Ao longo dos anos, este troço da estrada que liga Torres Novas a Fátima, enche-se, nas imediações do Pafarrão, de pequenas bancas de venda de laranjas, clementinas e tangerinas, verdadeira imagem de marca desta aldeia.
Para além destas, outras das atividades económicas da freguesias são, de forma genérica: agricultura, horticultura, fruticultura, pecuária, avicultura, panificação e pastelaria, construção civil, fabrico de escapes auto, turismo rural e comércio.

## Coletividades
As principais coletividades com sede na freguesia são:
- Centro Social de Santa Eufémia
- Sociedade Filarmónica União Matense
- Centro Cultural e Recreativo da Pena e Casal da Pena
- Centro Cultural e Recreativo de Rendufas
- Centro Cultural e Recreativo de Rexaldia
- União Recreativa da Chancelaria
- Associação Desportiva e Recreativa de Pafarrão
- Corpo Nacional de Escutas – Agrupamento 1140
- Arrifaire – Associação Coutada da Serra de Aire

## Festas e Romarias
- Feira da Laranja, no Pafarrão (meados de fevereiro)

- Festa de São José, na Pena e Casal da Pena (1.º fim de semana de julho)
- Festa Anual do Pafarrão (último fim de semana de julho)
- Festa Anual da Mata (terceiro fim de semana de agosto)
- Festa de Nossa Senhora da Conceição, na Rexaldia (1.º fim de semana de agosto)
- Festa de Santa Eufémia, na Chancelaria (no segundo fim de semana de agosto)
- Festa da Água Pé, na Mata (meados de outubro)
- Festa da ÁguaPé, nas Rendufas (meados de outubro)
- Festa da Água Pé, no Pafarrão (1 de novembro)

## Locais turísticos
- Moinhos da Pena
- Monumento Natural das Pegadas dos Dinossáurios da Serra de Aire (no limite com a aldeia do Bairro na freguesia de Nossa Senhora das Misericórdias, Município de Ourém)

## Gastronomia
Arroz-doce de amêndoa, balharotes, coscorões, bolos de cabeça, cabrito serrano, esparregado de farinha de milho, requentado à moda da serra, chícharos com broa.